# Поема про любов
«Поема про любов» — радянський чорно-білий художній фільм-мелодрама 1954 року, знятий режисером Шакеном Аймановим на Алма-Атинській кіностудії.

## Сюжет
Фільм за мотивами народного епосу «Кози Корпеш — Баян Сулу» — казахська ліро-епічна поема XIII—XIV століть. Картина оповідає про родоначальників Сарибая і Карабана, які в силу обставин порушують дану один одному клятву скріпити дружбу кровною спорідненістю. Однак у їхніх дітей Кози Корпеша і Баян Сулу виникають взаємні почуття, які наштовхуються на соціальні перепони. Фільм закінчується трагічною смертю закоханих.

## У ролях
- Шолпан Джандарбекова — Баян Сулу
- Нурмухан Жантурін — Кодар
- Т. Аргімбеков — Кози Корпеш
- Серке Кожамкулов — Карабай
- Сабіра Майканова — Макпал
- Рахія Койчубаєва — Кунекей
- Камал Кармисов — Жантик
- Калибек Куанишбаєв — Жаркин
- А. Хасанов — Усак
- Д. Абдулліна — Тансик
- І. Аргимбаєв — Айдар

## Знімальна група
- Режисери — Шакен Айманов, Карл Гаккель
- Сценарист — Габіт Мусрепов
- Оператор — Михайло Аранишев
- Композитор — Сергій Шабельський
- Художник — Павло Зальцман